# Marvin Rodríguez Cordero
Marvin Rafael de los Ángeles Rodríguez Cordero (Cóbano, Puntarenas, 20 de octubre de 1960) es un educador, político y líder sindical costarricense. Ejerció el cargo de Segundo Vicepresidente de la República para el período 2018-2022.

## Biografía
Hijo de Danilo Rodríguez Blanco y Rafaela Cordero Barquero, padres agricultores sin estudios, Rodríguez ingresó a los 14 años al Colegio Técnico Profesional Agropecuario de Cóbano al tiempo que laboraba en funciones agrícolas junto a su padre. Participó en distintas actividades comunalistas incluyendo la presidencia de la Asociación de Desarrollo Integral de La Esperanza de Paquera a los 18 años.
Además de ejercer como educador, Rodríguez fue Secretario General del Sindicato de Trabajadores de la Educación Costarricense (SEC), mismo que junto a otras centrales magisteriales organizó la huelga general de educadores que se sucitó en 2014 justo entre el cambio de gobierno de Laura Chinchilla y Luis Guillermo Solís por retrasos en el pago de salarios.
Rodríguez fue designado candidato a vicepresidente por Carlos Alvarado, fórmula presidencial que resultaría exitosa en las elecciones de 2018, según Alvarado debido a su conocimiento en el sector educativo y comunal y su interés por impulsar una reforma educativa.